# Avenue du Général-de-Gaulle (Gennevilliers)
Pour les articles homonymes, voir Avenue du Général-de-Gaulle.
L'avenue du Général-de-Gaulle est une voie de communication située à Gennevilliers.

## Situation et accès
Son tracé correspond à celui de la route départementale D986, ancienne route nationale 186.
L'avenue du Général-de-Gaulle est desservie par la gare de Gennevilliers, et par la ligne 1 du tramway d'Île-de-France qui occupe le milieu de la chaussée sur toute sa longueur. Les travaux de l'extension de la ligne T1 vers l'ouest ont eu lieu en 2012.

## Origine du nom
Cette voie a été nommée en l'honneur de Charles de Gaulle (1890-1970), général, chef de la France libre et président de la République française de 1959 à 1969.

## Historique
Elle est le résultat de l'alignement de l'ancien chemin de Saint-Denis avec l'ancienne route de Gennevilliers à Villeneuve-la-Garenne.
Des scènes du film Gas-Oil, en 1955, y ont été tournées dans une ancienne gravière.

## Bâtiments remarquables et lieux de mémoire
- Parc des Chanteraines

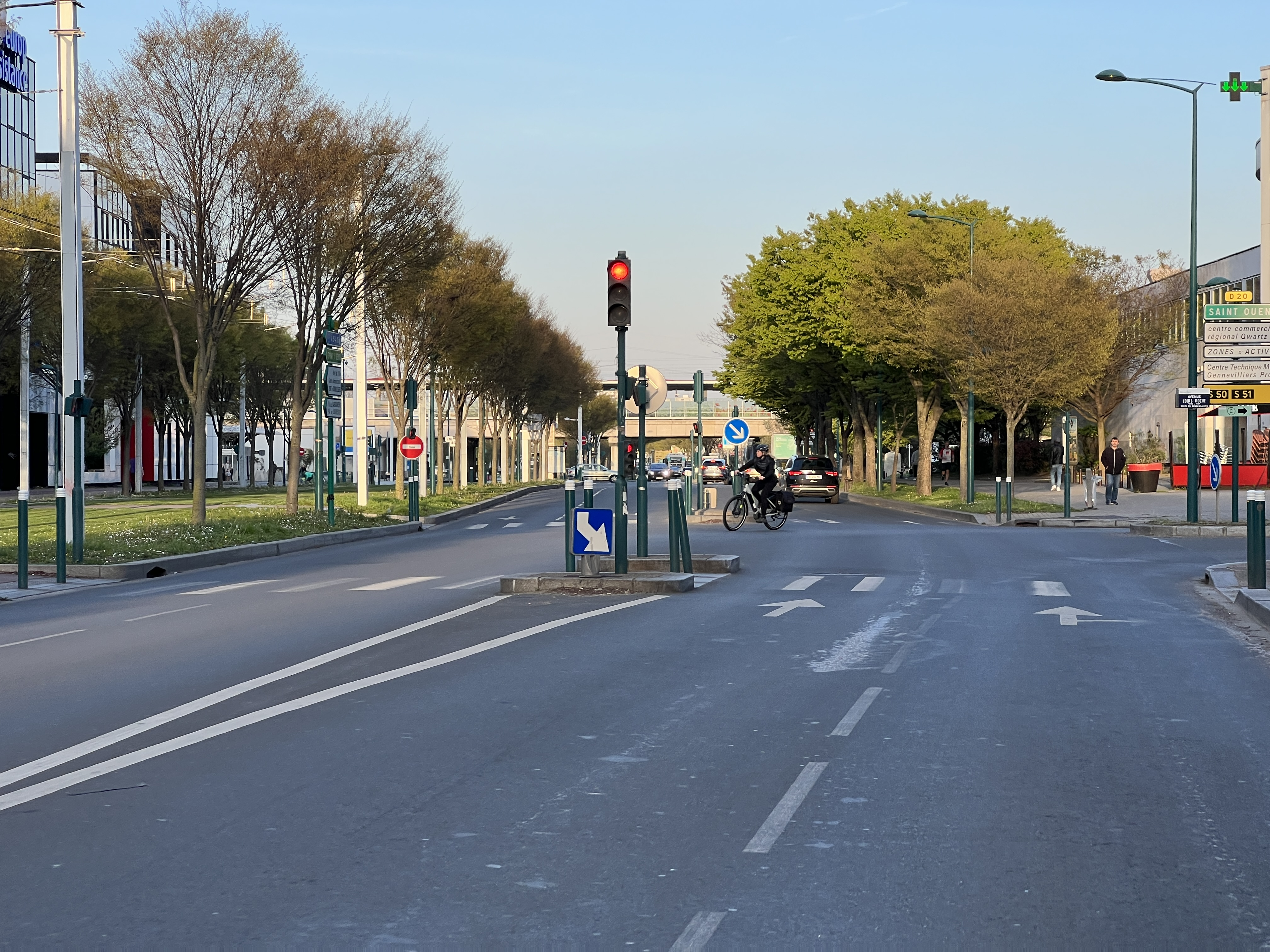
L'avenue en avril 2023.

- Refuge Grammont de la Société protectrice des animaux[1].